# Lingua Na'vi
La lingua Na'vi o semplicemente Na'vi è una lingua artificiale creata per il film Avatar del 2009. Questa lingua è impiegata dai Na'vi, una specie umanoide indigena intelligente che abita la luna di Polyphemus, Pandora, nel film. È stata creata da Paul Frommer, un professore della Marshall School of Business avente un dottorato in linguistica. Il Na'vi è stato progettato per adattarsi alla concezione che James Cameron possedeva rispetto a come tale linguaggio dovesse risuonare nel film, per risultare realisticamente apprendibile dai personaggi umani del film ed essere pronunciabile dagli stessi attori, ma che, contemporaneamente, non rassomigliasse troppo a nessun linguaggio umano.
Quando il film uscì nel 2009, il Na'vi contava un crescente vocabolario di circa mille termini, ma la comprensione della sua grammatica era ristretta al solo creatore del linguaggio.

## Storia

### Origini
La lingua Na'vi ha le proprie origini nel primo lavoro di James Cameron riguardo ad Avatar.  Nel 2005, mentre il film era ancora in fase di sceneggiatura, Cameron sentì che era necessario un linguaggio alieno, logico e completo,  per i personaggi alieni che lo avrebbero parlato. Egli scrisse approssimativamente una trentina di parole per questo idioma alieno, ma desiderò che un linguista creasse la lingua nella sua interezza. La sua compagnia di produzione, la Lightstorm Entertainment, prese i contatti quindi con il dipartimento di linguistica dell'University of Southern California alla ricerca di qualcuno che fosse interessato a creare questo linguaggio. Edward Finegan, un professore di linguistica alla USC, ritenne che il progetto avrebbe attratto di certo Paul Frommer, con cui egli aveva pubblicato un libro di testo di linguistica, e così appoggiò la domanda della Lightstorm su di lui. Frommer e Cameron s'incontrarono per discutere sulla visione del regista per la lingua e il suo uso nel film; alla fine del colloquio, Cameron strinse la mano di Frommer e disse "Benvenuto a bordo".
Basata sull'iniziale lista di parole di Cameron, che aveva un "sapore polinesiano" secondo Frommer, il linguista sviluppò tre diverse serie di parole e frasi prive di significato che davano un senso di come un linguaggio alieno poteva risuonare: una usando toni contrastanti, una usando quantità vocaliche variabili, e una usando consonanti eiettive.  Di queste tre, Cameron ritenne che l'uso del suono delle eiettive fosse l'opzione migliore.  La sua scelta stabilì la fonologia che Frommer avrebbe usato nello sviluppo del resto della lingua Na'vi - morfologia, sintassi, e un vocabolario iniziale - un incarico che richiese circa sei mesi.

#### Vincoli linguistici
La lingua Na'vi fu sviluppata sotto tre importanti vincoli. Primo, Cameron volle che la lingua risuonasse aliena ma piacevole e attraente per chi l'ascoltasse. Secondo, dato che la trama includeva umani che avevano imparato a parlare il linguaggio, essa doveva essere una lingua che gli umani potessero plausibilmente imparare a parlare. E infine, gli attori sarebbero dovuti essere capaci di pronunciare una loro battuta in Na'vi senza irragionevoli difficoltà. Il linguaggio nella sua forma finale contiene diversi elementi che non sono comuni nelle lingue umane, quali una coniugazione verbale che utilizza gli infissi. Tutti gli elementi linguistici Na'vi esistono nelle lingue umane, ma la combinazione è unica.

### Sviluppo
Il vocabolario Na'vi venne creato da Frommer come richiesto dalla sceneggiatura. Mentre la selezione del casting per Avatar iniziava, la lingua era sufficientemente sviluppata che agli attori fu richiesto di leggere e pronunciare un dialogo in Na'vi durante le audizioni. Durante le riprese Frommer lavorò con il cast, aiutandoli a comprendere le loro battute in Na'vi e consigliando loro la pronuncia Na'vi, l'accento, e l'intonazione. Gli attori sbagliano occasionalmente nel parlare il Na'vi. In alcuni casi, questi errori furono spiegati come quelli che i loro personaggi umani avrebbero plausibilmente fatto; in altri casi, gli errori furono incorporati nel linguaggio.
Frommer espanse il vocabolario anche dopo il maggio 2009 quando lavorò sul videogioco del film, il quale richiese parole Na'vi che non era necessario apparissero nella sceneggiatura del film e perciò non erano state ancora inventate.  Frommer inoltre tradusse il Na'vi per una serie di testi di canzoni che erano state scritte da Cameron in inglese, ed egli aiutò i cantanti con la loro pronuncia durante la registrazione degli spartiti di James Horner dedicati al film. Al tempo della prima uscita del film il 18 dicembre 2009 nella maggior parte dei Paesi, il vocabolario Na'vi consisteva di circa 1000 parole.
Il lavoro sulla lingua Na'vi è continuato anche dopo l'uscita del film: infatti, alla pubblicazione, il vocabolario comprendeva dalle 400 alle 500 parole mentre attualmente nel vocabolario online italiano Archiviato il 20 aprile 2010 in Internet Archive. ve ne sono oltre 1000. Frommer sta lavorando ad un compendio che egli pianifica di distribuire alla 20th Century Fox nel prossimo futuro.  Spera che il linguaggio possa "avere una vita propria", e ritiene che sarebbe "meraviglioso" se la lingua sviluppasse un seguito.

### Lingua dei segni
Nel 2022, CJ Jones, essendo l'attore sordo, nel seguito del film Avatar - La via dell'acqua ha creato la lingua dei segni na'vi.

## Fonologia e ortografia
La lingua Na'vi scarseggia di consonanti occlusive come [b d ɡ], ma possiede le consonanti eiettive [pʼ tʼ kʼ], scritte px, tx, kx, e le consonanti fricative sonore [v z]. Essa ha anche le consonanti sillabiche ll e rr.  Ci sono sette vocali, scritte a ä e i ì o u. Sebbene tutti i suoni fossero stati progettati per essere pronunciabili dagli attori umani del film, ci sono gruppi consonantici inusuali, come in fngap fŋap "metallo" e in tskxe [tskʼɛ] "roccia".
Le sillabe del Na'vi possono essere semplici quanto una singola vocale, o complesse come skxawng "scemo" o fngap "sopra" (entrambe CCVC).
Il linguaggio immaginario Na'vi di Pandora non è scritto. Ad ogni modo, l'effettivo linguaggio (di scena) è scritto nell'alfabeto latino per gli attori di Avatar. La sceneggiatura venne scritta in una ortografia leggermente anglicizzata, con -ng, -ts per i g, c. preferiti da Frommer. Parole semplici: zìsìt "anno", fpeio "sfida cerimoniale", nìawve "primo" (aw "uno"), muiä "essere equi", tiréaióang "spirito animale", kllpxìltu "territorio", uniltìrantokx "avatar".

### Vocali
Ci sono sette semplici vocali:
|       | anteriori | posteriori  |
| ----- | --------- | ----------- |
| alte  | i [i]     | u [u] ~ [ʊ] |
| alte  | ì [ɪ]     | u [u] ~ [ʊ] |
| medie | e [ɛ]     | o [o]       |
| basse | ä [æ]     | a [a]       |

oltre a quattro dittonghi: aw [aw], ew [εw], ay [aj], ey [εj].
Le vocali anteriori e i dittonghi ä e ì i ey ay sono pronunciati come nell'inglese bat, bet, bit, marine, obey, kayak, mentre le vocali centrali/posteriori e i dittonghi a o u aw ew sono pronunciate come nell'italiano a o u au eu, benché la u vari tra la pronuncia inglese di foot e di food. Va notato che la e è medio-aperta mentre la o è medio-chiusa, e che non esiste nessun *oy. In aggiunta, ci sono due consonanti sillabiche che si comportano come vocali, ll [l̩] e rr [r̩], come in plltxe [pl̩.tʼɛ] "parlare" e prrte’ [pr̩.tɛʔ] "diletto". La rr è fortemente vibrante, e la ll è "leggera", come nell'inglese leap, e mai la *[ɫ̩] (velarizzata) "scura" come in wool.
Le vocali del Na'vi possono apparire in sequenza, come nel polinesiano, Bantu, e nel giapponese. Ciascuna vocale conta come una sillaba, così che tsaleioae ha sei sillabe, [tsa.lɛ.i.o.a.ɛ], e meoauniaea ne ha otto, [ˈmɛ.o.a.ˈu.ni.a.ˈɛ.a]. Le consonanti sillabiche possono inoltre apparire in sequenza con una semplice vocale o un dittongo, come in hrrap [hr̩.ap] "pericoloso". In ogni modo, i dittonghi prima di un'altra vocale non sono distinti dalle consonanti y, w tra le vocali.
Il Na'vi non possiede quantità vocaliche o di tono, ma ha un accento differenziativo: túte [ˈtutɛ] "persona", tuté [tuˈtɛ] "persona femminile". Sebbene l'accento possa muoversi con la derivazione, come qui, non è influenzato dalla flessione (il caso nei nomi, il tempo nei verbi, ecc). Così, per esempio, il verbo lu "essere" ha l'accento sulla sua vocale, la u, e niente può cambiarne l'accento: lolú [loˈlu] "era" (l‹ol›u), lolängú [lolæˈŋu] "era!" (l‹ol›‹äng›u), ecc.

### Consonanti
Sono presenti venti consonanti. Ci sono due trascrizioni latine: una che si accosta di più all'ideale di una lettera per ciascun fonema, con le lettere c e g pronunciate [ts] e [ŋ] (i valori che esse hanno rispettivamente nella maggior parte dell'Europa orientale e nella Polinesia), e una trascrizione modificata usata per gli attori, con i digrafi ts e ng usati per questi suoni. In entrambe le trascrizioni, le consonanti eiettive sono scritte con i digrafi della x, una convenzione che si presenta unica per il Na'vi, sebbene il Nambikwara usi tx, kx per simili consonanti glottidalizzate.
|                 | Bilabiali   | Alveolari   | Palatali | Velari     | Glottidali |
| --------------- | ----------- | ----------- | -------- | ---------- | ---------- |
| Eiettive        | px [pʼ]     | tx [tʼ]     |          | kx [kʼ]    |            |
| Occlusive       | p [p]       | t [t]       |          | k [k]      | ’ [ʔ]      |
| Affricate       |             | ts (c) [ts] |          |            |            |
| Fricative       | f [f] v [v] | s [s] z [z] |          |            | h [h]      |
| Nasali          | m [m]       | n [n]       |          | ng (g) [ŋ] |            |
| Liquide/fluenti | w [w]       | r [ɾ] l [l] | y [j]    |            |            |

Le fricative e le affricate, f v ts s z h, sono ristrette all'inizio di una sillaba; le altre consonanti possono ricorrere sia all'inizio che alla fine ( quantunque w y in posizione finale siano considerate parte di dittonghi, ricorrendo soltanto come ay ey aw ew e potendo essere seguite da un'altra consonante terminale). Comunque, oltre ad apparire prima delle vocali, f ts s possono formare gruppi consonantici con ogni altra consonante libera (occlusive e le liquide/fluenti) separate da un ’, producendo 39 gruppi. Altre sequenze ricorrono oltre i confini sillabici, come in na'vi [naʔ.vi] "persona" e atxkxe [atʼ.kʼɛ] "terra".
Le occlusive p t k e le affricate ts sono tenui, come in spagnolo e in francese. In posizione finale, sono consonanti occlusive non rilasciate, come nella lingua malese e in altri linguaggi del Sudest asiatico. La r è battuta, come avviene nello spagnolo e nell'indonesiano; essa suona un po' come tt o dd nella pronuncia americana delle parole latter / ladder.
La combinazione delle occlusive eiettive e delle fricative sonore, ma nessuna occlusiva aspirata o sonora, è inusuale per il linguaggio umano, benché appaia nella lingua Itelmendel Kamchatka.

### Mutazione del suono
La forma di mutazione del suono più degna di nota nel Na'vi è un tipo di mutazione consonantica chiamata lenizione. Rappresenta un indebolimento a cui le consonanti occlusive sono sottoposte a seguito di alcuni prefissi e di alcune preposizioni. In queste condizioni, le occlusive eiettive px tx kx diventano le corrispondenti occlusive semplici p t k; le occlusive semplici e le affricate p t ts k diventano le fricative corrispondenti f s h; e l'interruzione glottidale ’ sparisce completamente.
| Sottostanti | Indebolite |
| ----------- | ---------- |
| px          | p          |
| tx          | t          |
| kx          | k          |
| p           | f          |
| ts          | s          |
| t           | s          |
| k           | h          |
| ’           | —          |

A causa di ciò, le forme singolari e plurali dei nomi possono apparire alquanto differenti. Ad esempio, la forma plurale di po "egli/ella" è ayfo "essi", con la p indebolita in una f dopo il prefisso plurale ay-, e a seguito della preposizione ftu "da", tsa "quello" assume la forma (accusativa) sat. Altri esempi di lenizione si presentano nelle forme interrogative più in basso.
Le consonanti nasali m, n, ng tendono ad essere assimilate alla nasale seguente, in questa maniera tìng mikyun "ascoltare" (lett. "dare un orecchio") è di norma pronunciata come se fosse tìm mikyun, e tìng nari "vedere" (lett. "dare un occhio") è di solito pronunciata tìn nari.
Le sequenze vocaliche sono attestate solamente per le vocali dissimili. Il Na'vi non ha quantità vocalica, e questo sembra significare che le sequenze di vocali simili non ricorrano. Ad esempio, quando due i' capitano assieme, come nella flessione approvativa di si "fare" in ngaru irayo s‹ei›i oe "Ti ringrazio", una y è inserita per separarle: Ngáru iráyo seiyí oe. Inoltre, quando il femminile -é è aggiunto a túte "persona", il risultato si contrae in tuté "persona femminile", con la sola differenza del posizionamento dell'accento.
Con il pronome informale oe "io" e i suoi derivati, la o si riduce al suono /w/ ogni volta che l'accento si sposta sulla e : Óel /ˈo.ɛl/ "io", ma è oéru /ˈwɛɾu/ "a me" e ayoéng /ajˈwɛŋ/ "tutti noi".
Le vocali di corti elementi grammaticali sono talvolta elise prima di un elemento lessicale o di una frase che comincia con una vocale, perlomeno nelle canzoni, per esempio sì "e" in s-ayzìsìtä kato "e il ritmo degli anni" e lu "essere" in a l-ayngakip "che è in mezzo a voi"; lo stesso accade per le vocali non accentate dei prefissi grammaticali, come la ì di nì-'aw "soltanto" in han'aw txo "così (ha) solo (nì'aw) se (txo)". Non è chiaro se questo è un aspetto della normale parlata Na'vi speech o se è una forzatura data dal ritmo della canzone.

## Grammatica
Compito della grammatica è occuparsi delle parti del discorso, dei loro usi, e di alcune delle loro flessioni, ma non di molto della sintassi.

### Domande e dimostrativi
Le domande "sì e no" possono essere formulate con un marcatore interrogativo srak?, ma talvolta è usata la sola intonazione. Le domande informative sono formulate con parole interrogative basate sul morfema pronominale interrogativo lenitivo pe "quale?". Questo non necessita che ricorra in principio di una proposizione: Oeru pelun "Perché proprio a me?". Sono usate solamente per le domande, e non come pronomi relativi come in "Non so quale scegliere". Il pe interrogativo corrisponde ai morfemi dimostrativi fì "questo" e tsa "quello". I morfemi che si combinano in questa maniera possono altrettanto combinarsi con altri, quali  ke "no", fra "ciascuno", la "altro", e teng "stesso":
|         | Interrogativa   | Interrogativa           | Vicino  | Vicino                | Lontano  | Lontano               | Privativo | Privativo          | Tutti | Tutti         | Altro | Altro           | Stesso  | Stesso                      |
| ------- | --------------- | ----------------------- | ------- | --------------------- | -------- | --------------------- | --------- | ------------------ | ----- | ------------- | ----- | --------------- | ------- | --------------------------- |
| cosa    | peú, 'úpe       | "che cosa? quale cosa?" | fì'u    | "questa, questa cosa" | tsa'u    | "quella, quella cosa" | ke'u      | "nessuna cosa"     | fra'u | "ogni cosa"   |       |                 | teng'u  | "stessa cosa"               |
| persona | pesu, tupe      | "chi?"                  | fìpo    | "costui"              | tsatu    | "quella persona"      | kawtu     | "nessuno"          | frapo | "tutti"       | lapo  | "qualcun altro" |         |                             |
| modo    | pefya, fyape    | "come? in quale modo?"  | fìfya   | "come questo"         |          |                       |           |                    |       |               |       |                 | tengfya | "allo stesso modo"          |
| azione  | pehem, kempe    | "come? quale azione?"   | fìkem   | "questa (azione)"     | tsakem   | "quella (azione)"     |           |                    |       |               |       |                 |         |                             |
| tempo   | pehrr, krrpe    | "quando?"               | set     | "ora"                 | tsakrr   | "poi"                 | kawkrr    | "mai"              | ?     | "sempre"      |       |                 | tengkrr | "mentre, allo stesso tempo" |
| motivo  | pelun, lumpe    | "perché?"               |         |                       |          |                       |           |                    |       |               |       |                 |         |                             |
| posto   | peseng, tsengpe | "dove?"                 | fìtseng | "qui"                 | tsatseng | "là"                  | ?         | "da nessuna parte" | ?     | "dappertutto" |       |                 |         |                             |

Le forme basate su kem sono usate per chiedere o dire ciò che uno sta facendo: Kempe si nga? "Che cosa stai facendo?"
Queste sono semplicemente le forme più comuni; pe, fì (e i suoi plurali fay "questi/e") e tsa possono combinarsi con qualsiasi sostantivo: fìtxep "questo fuoco", tsaswirä "questa creatura". Per questo motivo sono prive di accento e non hanno bisogno della a attributiva; vanno confrontate kea txep / txep ake "nessun fuoco" e ke txep "non un fuoco".

## Lessico
Frommer ha creato più di mille parole del linguaggio Na'vi dal momento in cui Avatar è stato pubblicato. Tra queste, ha preso qualche parola in prestito dall'inglese, come kunsìp "gunship". Il lessico, compresa la strana forma flessiva, è stato pubblicato online.
Alcuni esempi di parole sono:
irayo "grazie"
atxkxe "terra"
tskxe "roccia"

## Parole illegali
Nel Rapporto confidenziale sul mondo di Pandora compaiono a volte parole na'vi, in particolare nomi di utensili e strumenti, considerate "illegali" e non canoniche a causa di errori nelle regole di sillabazione o nella fonetica. I suoni e le scritture errate sono: ’h [ʔh], b [b], c [k], ch [tʃ], d [d], g [ɡ], h’ [hʔ], ii [iː], j [ʒ], sh [ʃ], uu [uː]